# Bochotnica
Bochotnica je naselje v Lublinskem vojvodstvu na Poljskem. Leži med mestoma Lublin in Puławy - v bližini mesta Nałęczów ob reki Wisla.